# Транспорт в Тринидаде и Тобаго

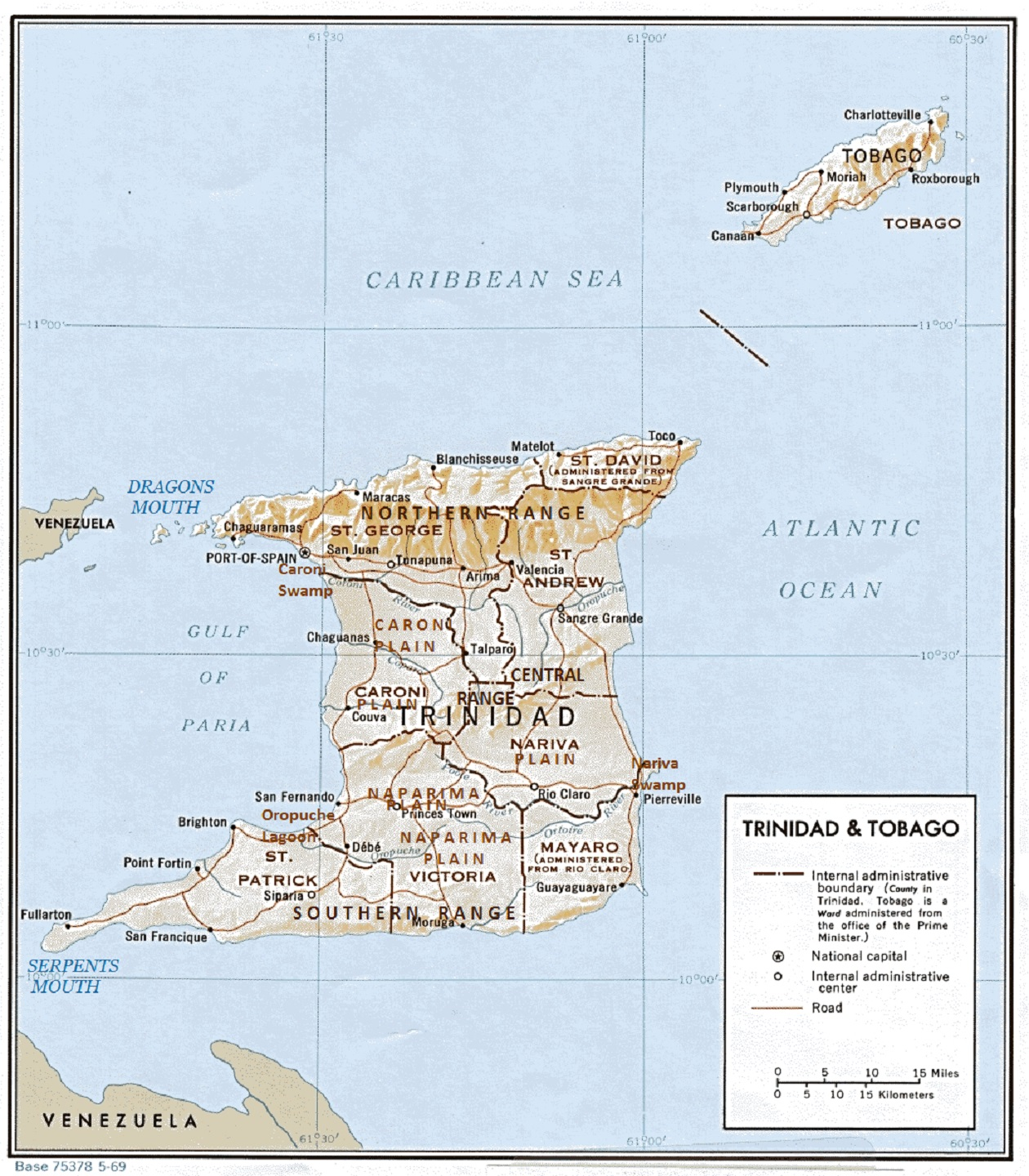
Транспортная система Тринидада и Тобаго

Транспорт Тринидада и Тобаго представлен автомобильным, воздушным, водным (морским) и трубопроводным, в населённых пунктах и в междугородном сообщении действует общественный транспорт пассажирских перевозок. Площадь страны составляет 5,128 км² (174-е место в мире). Форма территории страны — архипелаговая, у наибольшего острова (Тринидад) — сложная; максимальная протяженность страны с северо-востока на юго-запад — 200 км, крупнейшего острова с севера на юг — 80 км, с востока на запад — 100 км. Географическое положение Тринидада и Тобаго позволяет контролировать морские транспортные пути между акваториями Карибского моря и северной части Атлантики, подходы к внутренним водным путям Венесуэлы через дельту реки Ориноко.

## Автомобильный транспорт
Общая длина автодорог в Тринидаде и Тобаго, по состоянию на 2001 год, составляет 8320 км, из которых 4252 км с твёрдым покрытием и 4068 км без него (140-е место в мире).

## Воздушный транспорт
В стране, по состоянию на 2013 год, действует 4 аэропорта (187 место в мире), из них 2 с твёрдым покрытием взлётно-посадочных полос и 2 с грунтовым. Аэропорты страны по длине взлётно-посадочных полос делятся на (в скобках отдельно количество без твёрдого покрытия):
- длиннее 10 тыс. футов (>3047 м) — 1 (0);
- от 8 тыс. до 10 тыс. футов (3047-2438 м) — 1 (0);
- от 3 тыс. до 5 тыс. футов (1523—914 м) — 0 (1);
- короче 3 тыс. футов (<914 м) — 0 (1)[1].

В стране, по состоянию на 2015 год, зарегистрировано 1 авиапредприятие, которое располагает 17 воздушными судами. За 2015 год общий пассажирооборот на внутренних и международных рейсах составил 2,6 млн человек. За 2015 год воздушным транспортом было перевезено 43,2 млн тонно-километров грузов (без учёта багажа пассажиров).
Тринидад и Тобаго является членом Международной организации гражданской авиации (ICAO). Согласно статье 20 Чикагской конвенции о международной гражданской авиации 1944 года, Международная организация гражданской авиации для воздушных судов страны, по состоянию на 2016 год, закрепила регистрационный префикс — 9Y, основанный на радиопозывных, выделенных Международным союзом электросвязи (ITU). Аэропорты Тринидада и Тобаго имеют буквенный код ИКАО, начинающийся с букв — TT.

## Водный транспорт

### Морской транспорт
Главные морские порты страны: Пойнт-Фортин, Пойнт-Лисас, Порт-оф-Спейн, Скарборо. Нефтяной терминал в Галеота-Пойнт. СПГ-терминал для экспорта сжиженного природного газа работает в порту Пойнт-Фортин.
Морской торговый флот страны по состоянию на 2010 год, состоял из 4 морских суд с тоннажем более 1 тыс. регистровых тонн (GRT) каждое (131 место в мире), из которых: пассажирских судов — 1, грузопассажирских судов — 2, нефтяных танкеров — 1.
По состоянию на 2010 год, количество морских торговых судов, зарегистрированных под флагами других стран — 2 (неустановленной принадлежности).

## Железнодорожный транспорт

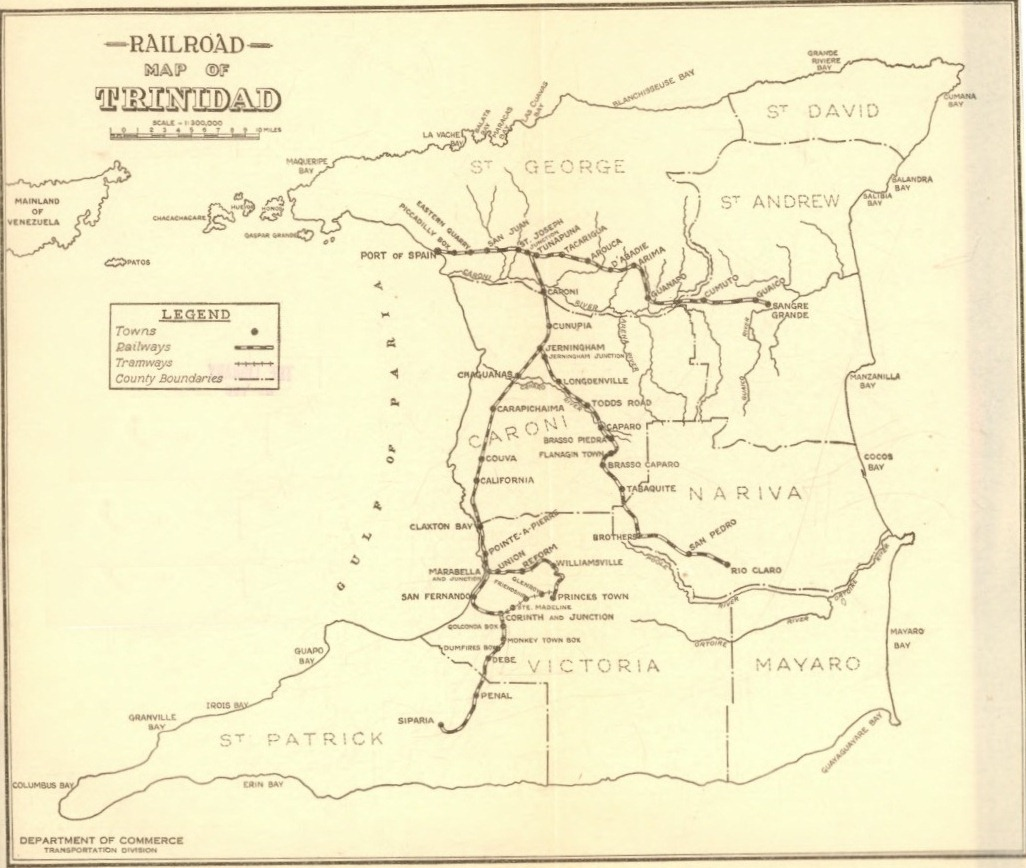
Железнодорожная карта Тринидада в 1925 году

Рядом с Сан-Фернандо существует минимальная сельскохозяйственная железнодорожная сеть, но правительственная железная дорога Тринидада, построенная в то время, когда Тринидад и Тобаго являлись колонией Соединённого Королевства, постепенно сокращалась до тех пор, пока в 1968 году она не была закрыта. (Сельскохозяйственная железная дорога узкой колеи была закрыта в конце 1990-х годов).
11 апреля 2008 года консорциум Тринитрейн объявил, что он планирует и построит 105-километровую двухпроводную железную дорогу Тринидад-Рапид. Утверждалось, что новые железные дороги необходимы для преодоления растущей загруженности дорог. Однако проект был отменён в сентябре 2010 года.

## Трубопроводный транспорт
Общая длина газопроводов в Тринидаде и Тобаго, по состоянию на 2013 год, составила 1835 км; нефтепроводов — 587 км.

## Государственное управление
Государство осуществляет управление транспортной инфраструктурой страны через министерство транспорта. По состоянию на 5 мая 2015 года министерство в правительстве Камлы Персад-Биссессара возглавлял Стивен Кадиз.

### На украинском языке
- Атлас. 10-11 клас. Економічна і соціальна географія світу (укр.) / упорядники : О. Я. Скуратович, Н. І. Чанцева. — Киев: ДНВП «Картографія», 2010. — ISBN 978-966-475-639-3.
- Атлас світу (укр.) / голов. ред. І. С. Руденко ; зав. ред. В. В. Радченко ; відп. ред. О. В. Вакуленко. — Киев: ДНВП «Картографія», 2005. — 336 с. — ISBN 9666315467.
- Безуглий В. В. Економічна і соціальна географія зарубіжних країн : Навчальний посібник (укр.). — Киев: ВЦ «Академія», 2007. — 704 с. — ISBN 978-966-580-239-6.
- Безуглий В. В., Козинець С. В. Регіональна економічна і соціальна географія світу : Навчальний посібник (укр.). — видання 2-е, доп., перероб. — Киев: ВЦ «Академія», 2007. — 688 с. — ISBN 966-580-144-9.
- Головченко В., Кравчук О. Країнознавство: Азія, Африка, Латинська Америка, Австралія і Океанія (укр.). — Киев, 2006. — 335 с. — ISBN 966-8939-04-2.
- Дахно I. I. Країни світу: Енциклопедичний довідник (укр.) / І. І. Дахно, С. М. Тимофієв. — Киев: Мапа, 2011. — 606 с. — (Бібліотека нового українця). — ISBN 978-966-8804-23-6.
- Дахно I. I. Економічна географія зарубіжних країн : навчальний посібник (укр.). — Киев: Центр учбової літератури, 2014. — 319 с. — ISBN 978-611-01-0682-5.
- Дорошенко В. І. Географія транспорту : Навчальний посібник (укр.) / В. І. Дорошенко, К. Д. Діденко. — Киев: Київський нац. ун-т ім. Т. Шевченка, 2010. — 183 с. — ISBN 978-966-439-329-1.
- Дубович І. А. Країнознавчий словник-довідник (укр.). — 5-те вид., перероб. і доп.. — Киев: Знання, 2008. — 839 с. — ISBN 978-966-346-330-8.
- Економічна і соціальна географія країн світу : Навчальний посібник (укр.) / За ред. С. П. Кузика. — Л.: Світ, 2002. — 672 с. — ISBN 966-603-178-7.
- Зарубіжна транспортна географія : навчальний посібник (укр.) / уклад. : Петрашевський О. Л. и др. — Киев: Національний транспортний університет, 2015. — 95 с. — ISBN 978-966-632-227-5.
- Книш М. М., Мамчур О. І. Регіональна економічна і соціальна географія світу (Латинська Америка та Карибські країни, Африка, Азія, Океанія) : навч. посіб (укр.). — Л.: ЛНУ ім. Івана Франка, 2013. — 368 с. — ISBN 978-617-10-0007-0.
- Кузик С. П., Книш М. М. Економічна і соціальна географія країн Америки : навч. посіб (укр.). — Л.: ЛНУ ім. Івана Франка, 1999. — 299 с. — ISBN 966-613-026-2.
- Юрківський В. М. Регіональна економічна і соціальна географія. Зарубіжні країни : Підручник (укр.). — Киев: Либідь, 2001. — 416 с. — ISBN 966-06-0092-5.

### Англоязычная
- Modern Transport Geography (англ.) / Hoyle, B. and R. Knowles (eds). — Second Edition,. — London: Wiley, 1998.
- Rodrigue, J-P. The Geography of Transport Systems (англ.). — Fourth Edition. — New York: Routledge, 2017. — 440 p. — ISBN 978-1138669574.
- Taaffe E. J., Gauthier H. L. and O'Kelly M. E. Geography of transportation (англ.). — Second Edition. — New York: Prentice Hall, 1996. — ISBN 0-13-368572-1.
- Black, W. Transportation: A Geographical Analysis (англ.). — New York: Guilford, 2003.

### Русскоязычная
- Тринидад и Тобаго // Латинская Америка. Энциклопедический справочник [в 2-х тт.] / Главный редактор В. В. Вольский. — М.: Советская энциклопедия, 1982. — Т. 2. К-Я. — С. 487. — 656 с.
- Максаковский В. П. Географическая картина мира. Книга I: Общая характеристика мира. — М.: Дрофа, 2008. — 495 с. — ISBN 978-5-358-05275-8.
- Максаковский В. П. Географическая картина мира. Книга II: Региональная характеристика мира. — М.: Дрофа, 2009. — 480 с. — ISBN 978-5-358-06280-1.
- Физико-географический атлас мира. — М.: Академия наук СССР и главное управление геодезии и картографии ГГК СССР, 1964. — 298 с.
- Шаповал Н. С. Транспортная география и транспортные системы мира : учебное пособие. — Киев: Центр учебной литературы, 2006. — 188 с. — ISBN 000-0000-00-4.
- Экономическая, социальная и политическая география мира. Регионы и страны / под ред. С. Б. Лаврова, Н. В. Каледина. — М.: Гардарики, 2002. — 928 с. — ISBN 5-8297-0039-5.
- Энциклопедия стран мира / глав. ред. Н. А. Симония. — М.: НПО «Экономика» РАН, отделение общественных наук, 2004. — 1319 с. — ISBN 5-282-02318-0.